# Tom Lynch (giocatore di football americano)
Thomas Frank Lynch (Chicago, 24 maggio 1955) è un ex giocatore di football americano statunitense che ha giocato nel ruolo di offensive guard nella National Football League (NFL). Fu scelto nel corso del secondo giro (30º assoluto) del Draft NFL 1977 dai Seattle Seahawks. All'università giocò a football al Boston College.

## Carriera professionistica
Lynch fu scelto nel corso del secondo giro del Draft 1977 dai Seattle Seahawks. Con essi disputò quattro stagioni e 61 partite. Nel 1981 passò ai Buffalo Bills con cui rimase per altre quattro annate e 44 partite. Si ritirò dopo la stagione 1984.

## Vittorie e premi
Nessuno

## Statistiche
| Partite totali | 105 |